# Хмара, Павел Феликсович
Па́вел Фе́ликсович Хма́ра (настоящая фамилия Хмара-Миронов, 1929—2011) — советский поэт, преимущественно юморист, а также автор слов к эстрадным песням, журналист. Лётчик-истребитель, подполковник. Подписывался как Павел Хмара.

## Биография
Родился в посёлке городского типа (теперь город) Струнино Владимирской области. Окончил Сталинградское военное авиационное училище лётчиков, служил лётчиком-истребителем. Поступил в академию имени Жуковского, после окончания которой служил инженером в ВВС, а также военным представителем в ОАО «РКС» (в то время — НИИ приборостроения). Уволен в 1975 в звании подполковника.
С 1963 публиковал в периодике юмористические стихи. После увольнения из армии работал журналистом, сначала полтора года в журнале «Крокодил», затем до выхода на пенсию в 2003 году в «Литературной газете». 12 лет заведовал её шестнадцатой полосой («Клуб 12 стульев»). Член Союза писателей Москвы.
Писал тексты эстрадных песен, в том числе для песен Вячеслава Малежика «Двести лет» и «Смолоду».
Похоронен в Москве на Троекуровском кладбище.

## Премии
- В 1972 году был удостоен премии «Золотой телёнок» «Литературной Газеты» («Клуба 12 стульев»).

## Книги
- Пегасы и гримасы: Стихи / Дружеский шарж и рис. Е. Гурова. М. Правда, 1979. 48 с. ил. 16 см.
- Бубенцы: Кн. пародий и стихов / [Худож. Т. Константинова]. М. Советский писатель, 1985. 79 с. ил.
- Интервью с любовью: Пародии, сатир. стихи / Рис. В. Пескова. М. Правда, 1987. 47,[1] с. ил.
- От и до. Книга иронических стихов и саркастических пародий. Саров: Альфа, 1999. 90 с. Тираж 500 экз.